# Haraginadone, Bellary
Haraginadone là một làng thuộc tehsil Bellary, huyện Bellary, bang Karnataka, Ấn Độ.